# Josef Abel
Josef Abel (1768, Aschach an der Donau–4 de octubre de 1818, Viena) fue un pintor y grabador austriaco dedicado al género de la pintura de historia.
Abel visitó la Academia de Viena, que en aquella época estaba dirigida por Heinrich Friedrich Füger, y fue uno de sus mejores estudiosos. Abel desarrolló interés por el mundo antiguo, reflejando una dirección popular en el arte de comienzos del siglo XIX en Alemania y Francia. Durante el período 1801–1807 estudió en Italia, luego regresó a Viena donde se convirtió en miembro de la Academia el 8 de febrero de 1815 y allí permaneció hasta su muerte en 1818.
Entre sus obras más famosas se encuentran cuadros y grabados de Klopstock en el Elíseo, Orestes y Electra, Sócrates y Terámenes así como el emperador Francisco I de Austria. También pintó la parte de figuras del Burgtheater según instrucciones de Füger.